# Rudolf von Hoheneck
Rudolf von Hoheneck (auch Rudolf von Hohenegg; * in Isny; † 3. August 1290 in Erfurt) war Erzbischof von Salzburg im späten 13. Jahrhundert.

## Leben
Rudolf stammte aus der schwäbischen Adelsfamilie Hohenegg und wuchs in Isny auf. Er war vermutlich Benediktinermönch und übernahm zuerst die kirchliche Administration der Benediktinerabtei in Kempten. 1274 wurde er Hofkanzler König Rudolfs, einen Titel, den Rudolf bis 1288 behielt. Seit 1281 war Rudolf zusammen mit Bischof Johann von Gurk Generalvikar des Reiches in Italien. Nach seiner Wahl zum Erzbischof war Rudolf von 1284 bis 1285 nur Administrator, bis er am 11. März 1285 zum Bischof geweiht wurde.
Der Hauptgegner des Erzbischofs war zunächst Herzog Heinrich von Niederbayern, der 1285 überraschend die Salzburger Stadt Mühldorf besetzte. Nach einer militärischen Gegenattacke des Erzbischofs vermittelte im November 1285 der Herzog von Oberbayern, Pfalzgraf Ludwig, einen Waffenstillstand. Ein Schiedsgericht sollte alle offenen Fragen klären. Die Stadt Mühldorf wurde an Salzburg zurückgestellt.
Bald darauf schlichtete der Erzbischof einen Streit zwischen den „reichen“ und den „armen“ Bürgern der Stadt Salzburg, in Wahrheit auswärtigen und heimischen Bürgern, wobei erstmals ein urkundliches Stadtrecht bekannt wird.
Die Auseinandersetzungen in der Steiermark mit Herzog Albrecht verliefen für Salzburg ungünstig. Herzog Albrecht hatte Salzburger Dienstleute vom Erzstift abgeworben, worauf Rudolf im Winter 1289/90 ins steirische Ennstal einfiel und die Ennsburg zerstörte. Der steirische Herzog war aber militärisch stärker und so musste Rudolf am 11. Januar 1290 über Vermittlung der Herzogin Elisabeth in Wien einem Frieden zustimmen, in dem Salzburg u. a. auf abgefallene Dienstmannen dauerhaft verzichten musste und zudem die Beschlüsse der Salzburger Synode (in der Rudolf Herzog Albrecht und dessen Länder hatte bannen lassen) öffentlich widerrufen musste.